# العار (رواية)
العار (بالإنجليزية: Shame)‏ هي رواية للكاتب البريطاني سلمان رشدي، نشرت عام 1983، عن دار نشر جوناثان كيب.

## الموضوع والأسلوب
هي الرواية الثالثة لسلمان رشدي ونشرت عام 1983. تعتبر الرواية تناولاً لمشكلة التقسيمات المصطنعة لباكستان وتعقيدات سكانها، ومشاكل ما بعد الاستعمار، حين أنشأت الباكستان لفصل المسلمين عن الهندوس، حين تخلت إنجلترا عن سيطرتها على البلاد.
كتبت الرواية بأسلوب الواقعية السحرية. وتصف حياة إسكندر هارابا (والذي يفترض أنه يمثل ذو الفقار على بوتو)، والجنرال رضا حيدر (ويفترض أنه يمثل الجنرال محمد ضياء الحق) والعلاقة بينهما. والموضوع الأساسي للرواية هو أن العار يولد العنف. وتستكشف الرواية مفهوم العار والتخلص من العار خلال جميع الشخصيات، مع التركيز على صفية زينوبيا وغمر الخيام شاكيل.
تناقش رواية العار معنى الإرث والنسل وعلاقتهم بالمعنى الشخصي للأصالة، مع السخرية منهم إذا فقدوا المشاعر العميقة. وفي صلب الرواية علاقة النساء بالأمومة والهوية، بغض النظر عما إذا كان الرجل هو الأب أم لا، وفقدانها كل معاني الحقيقة.
العار والتخلص من العار هي قضايا مركزية، تشغل بال امرأة مهووسة بالأوهام، وتبدأ بشكل خارج عن السيطرة في قطع رؤوس الدجاج، الذي يشكل طعاماً أساسياً.
كتب سلمان رشدي رواية «العار» بعد روايته الثانية «أطفال منتصف الليل».

## الشخصيات

### عائلة شاكيل
- عمر الخيام شاكيل – الشخصية الرئيسية للرواية والذي تربيه كل من تشوني وموني وبوني.
- تشوني وموني وبوني شاكيل – أمهات عمر الخيام الذين حبلوا في وقت واحد.
- بابار شاكيل – الابن الثاني لتشوني وموني وبوني شاكيل.

### أفراد عائلة حيدر
- رضا حيدر – رجل عسكري تزوج بلقيس حين كان نقيباً، وصار جنرالاً في النهاية. وهو أيضاً قاتل بابار شاكيل.
- بلقيس حيدر – زوجة رضا حيدر وأم صفية زينوبيا وناهد حيدر.
- صفية زينوبيا حيدر – ابنة رضا وبلقيس حيدر. ولدت مع بمشاكل في النمو، وهي تجسد العار.
- ناهد حيدر – الشقيقة الصغرى لصفية زينوبيا حيدر والتي وُعِدَت بأن تتزوج هارون هارابا لكنها تزوجت النقيب تالفار الحق.

### أعضاء عائلة هارابا
- إسكندر هارابا – سياسي وزير نساء تزوج من راني هارابا.
- راني هارابا – ابنة عم رضا حيدر وزوجة إسكندر هارابا.
- أرجمند هارابا – ابنة إسكندر وراني.
- هارون هارابا – الابن الأكبر للصغير مير هارابا، والذي وُعِد بأن يتزوج ناهد حيدر.

### شخصيات إضافية
- عطية بنكي أورانغزين – أرملة الرئيس المارشال ايه وتقيم علاقة مع إسكندر هارابا.
- النقيب تالفار الحق – نقيب شرطة ولاعب بولو يتزوج ناهد حيدر.
- إدورادو رودريغيز – مدرس دومينيكاني يصبح مدرساً خصوصياً لعمر الخيام شاكيل. وهو أيضاَ الأب الحاضن لطفل، أنجبه عمر من فرح، عشقية عمر.
- فرح زوروستر – ابنة ضابط جمارك. أنجبت طفلاً من عمر لكن أخذه إدواردو رودريغيز لرعايته، وهي عشيقة عمر منذ الطفولة.
- مولانا داود – رجل دين وكاتم أسرار رضا حيدر.

## القصة
تقع الأحداث في مدينة تدعى كيو وهو اسم يشير في الواقع إلى مدينة كويتا في باكستان. في كيو أحد الشقيقات تشوني وموني وبوني تلد عمر الخيام شاكيل، لكنهم يشكلون اتحاداً من الأمهات لا يفصحون لأحد من هي أم عمر الحقيقية. بالإضافة إلى أن عمر لا يعلم أبداً من والده. وأثناء نشأنه يعيش في رعاية الأمهات الثلاثة ويتشوق للتعرف على العالم. وكهدية عيد ميلاد تسمح الأمهات له بمغادرة كيو. ويلتحق بمدرسة وبتأثير من معلمه إدواردو رودريغير يطمح إلى أن يكون طبيباً. وبمرور الوقت يتصل بكل من إسكندر هارابا والجنرال رضا حيدر.

## الجوائز
- فازت بالجائزة الفرنسية (جائزة أفضل كتاب أجنبي).[7]
- أدرجت في القائمة القصيرة لجائزة بوكر الأدبية لعام 1983.

## روابط خارجية
- العار (رواية) على موقع الموسوعة البريطانية (الإنجليزية)